# Umag Trophy 2018
L'Umag Trophy 2018, sesta edizione della corsa, valido come evento dell'UCI Europe Tour 2018 categoria 1.2, si svolse il 28 febbraio 2018 su un percorso di 144,4 km, con partenza ed arrivo a Umago, in Croazia. Fu vinto dal norvegese Krister Hagen, che giunse al traguardo con il tempo di 3h29'49" alla media di 41,29 km/h, davanti al britannico Tom Baylis e al serbo Dušan Rajović.
Alla partenza erano presenti 167 ciclisti dei quali 194 completarono la gara.

## Squadre partecipanti
| N.    | Cod. | Squadra                      |
| ----- | ---- | ---------------------------- |
| 1-6   | MBS  | My Bike-Stevens              |
| 7-12  | ADR  | Adria Mobil                  |
| 13-18 | LKT  | LKT Team Brandenburg         |
| 19-24 | RSW  | Team Felbermayr-Simplon Wels |
| 25-30 |      | KK Kranj                     |
| 31-36 | TIR  | Tirol Cycling Team           |
| 37-42 | ELA  | Elkov-Author                 |
| 43-47 | AAS  | AGO-Aqua Service             |
| 48-51 |      | Wohnbefinden Graz Arbo       |
| 52-55 | WSA  | WSA-Pushbikers               |
| 56-61 | MKT  | Meridiana-Kamen Team         |
| 62-67 | LJU  | Ljubljana Gusto Xaurum       |
| 68-73 | HAC  | Hrinkow Advarics             |
| 74-79 | VOL  | Team Vorarlberg Santic       |
| 80-85 |      | IAM Excelsior                |

| N.      | Cod. | Squadra                    |
| ------- | ---- | -------------------------- |
| 86-91   |      | KED Stevens Radteam Berlin |
| 92-97   |      | P&S Team Thüringen         |
| 98-103  | TCO  | Team Coop                  |
| 104-109 |      | Veloclub Ratisbona         |
| 110-115 | ICA  | Israel Cycling Academy     |
| 116-121 |      | Hermann Radteam            |
| 122-127 | TWA  | Team Waoo                  |
| 128-133 | DSU  | Development Team Sunweb    |
| 134-139 | JLT  | JLT Condor                 |
| 140-145 | ONE  | ONE Pro Cycling            |
| 146-151 |      | KK Bled                    |
| 152-157 | PNN  | Pannon Cycling Team        |
| 158-163 |      | CK Pribram-Fany Gastro     |
| 164-169 |      | TJ Favorit Brno            |
| 170-175 |      | Topforex-Lapierre          |

## Ordine d'arrivo (Top 10)
| Pos. | Corridore              | Squadra     | Tempo    |
| ---- | ---------------------- | ----------- | -------- |
| 1    | Krister Hagen          | Team Coop   | 3h29'49" |
| 2    | Tom Baylis             | ONE         | a 19"    |
| 3    | Dušan Rajović          | Adria Mobil | a 27"    |
| 4    | Jonas Bokeloh          | LKT         | s.t.     |
| 5    | Asbjørn Kragh Andersen | Team Waoo   | s.t.     |
| 6    | Max Kanter             | Dev. Sunweb | s.t.     |
| 7    | Daniel Auer            | WSA         | s.t.     |
| 8    | Joab Schneitner        | IAM         | s.t.     |
| 9    | Josip Rumac            | Meridiana   | s.t.     |
| 10   | Timon Loderer          | Hrinkow     | s.t.     |